# الخريف (ذي السفال)

تعديل مصدري - تعديل

الخريف هي إحدى قرى عزلة ريده ورياد بمديرية ذي السفال التابعة لمحافظة إب، بلغ تعداد سكانها 1219 نسمة حسب تعداد اليمن لعام 2004.